# Église Saint-Salomon-et-Saint-Grégoire de Pithiviers
L'église Saint-Salomon-et-Saint-Grégoire est une église catholique située à Pithiviers, en France.

## Localisation
L'église est située dans le département français du Loiret, sur la commune de Pithiviers.

## Historique
Construite à la jonction des XIe et XIIe siècles. Elle fut remaniée à la suite de plusieurs destructions et reconstructions partielles aux XVe siècle, XVIe siècle, XVIIe siècle, et milieu du XIXe siècle. L'église entière a été classée aux Monuments Historiques  par arrêté du 2 mai 1912. Un décret du 7 mars 1920 en retire la flèche et la partie haute du clocher; ceux-ci sont de nouveau rajoutés par un arrêté du 22 octobre 1998, puis re-déclassés par arrêté du 8 septembre 2000. 

De l'église consacrée en 1080 par l'évêque d'Orléans, Raynier de Flandreselle, il ne reste aujourd'hui que l'abside devenue chapelle latérale, la croisée soutenant le clocher, et le bras sud du transept qui sert de sacristie depuis le XVIIe siècle. En 1428 elle est détruite par un incendie. Reconstruite pendant le XVIe siècle, elle est mutilée en 1562 par les protestants. Un nouvel incendie détruit le clocher en 1594. Des restaurations se sont succédé en 1596 (portail du bras droit), 1608-1610 (flèche en charpente du clocher), 1627 (portail du bras gauche), 1635 (portail occidental), 1650 (voûtes reconstruites en bois), 1656-1660 (Antoine Charpentier reconstruit le maître-autel). L'apparence actuelle de l'église date donc du XVIIe siècle.  En 1784-1789, Jean-Baptiste Isnard crée un grand orgue. Le XIXe siècle voit l'incendie de la charpente en bois de la flèche en 1853, un projet de reconstruction par Pierre Adolphe Foulon (architecte-voyer) en 1855, l'inauguration de la nouvelle flèche métallique de Romuald Dufour (entrepreneur parisien) en 1862, un rapport sur le mauvais état de la tour et du clocher, et vers 1870 un faux triforium en plâtre et pose de menuiseries néo-gothiques sont ajoutées aux chapelles gauches de la nef. De nos jours des éléments renaissants et classiques s'ajoutent donc à sa structure gothique.

## Galerie d'images

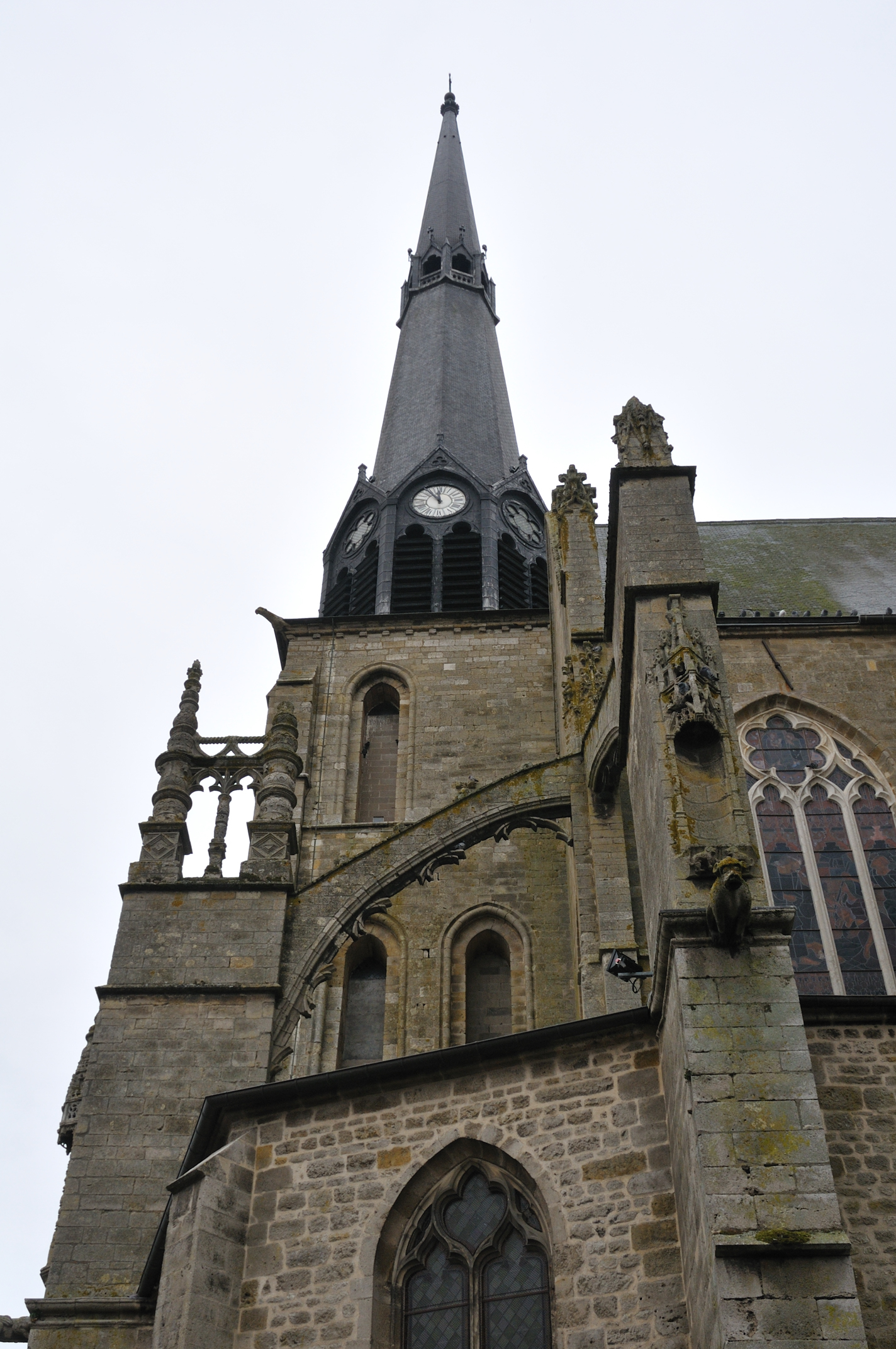
Le clocher
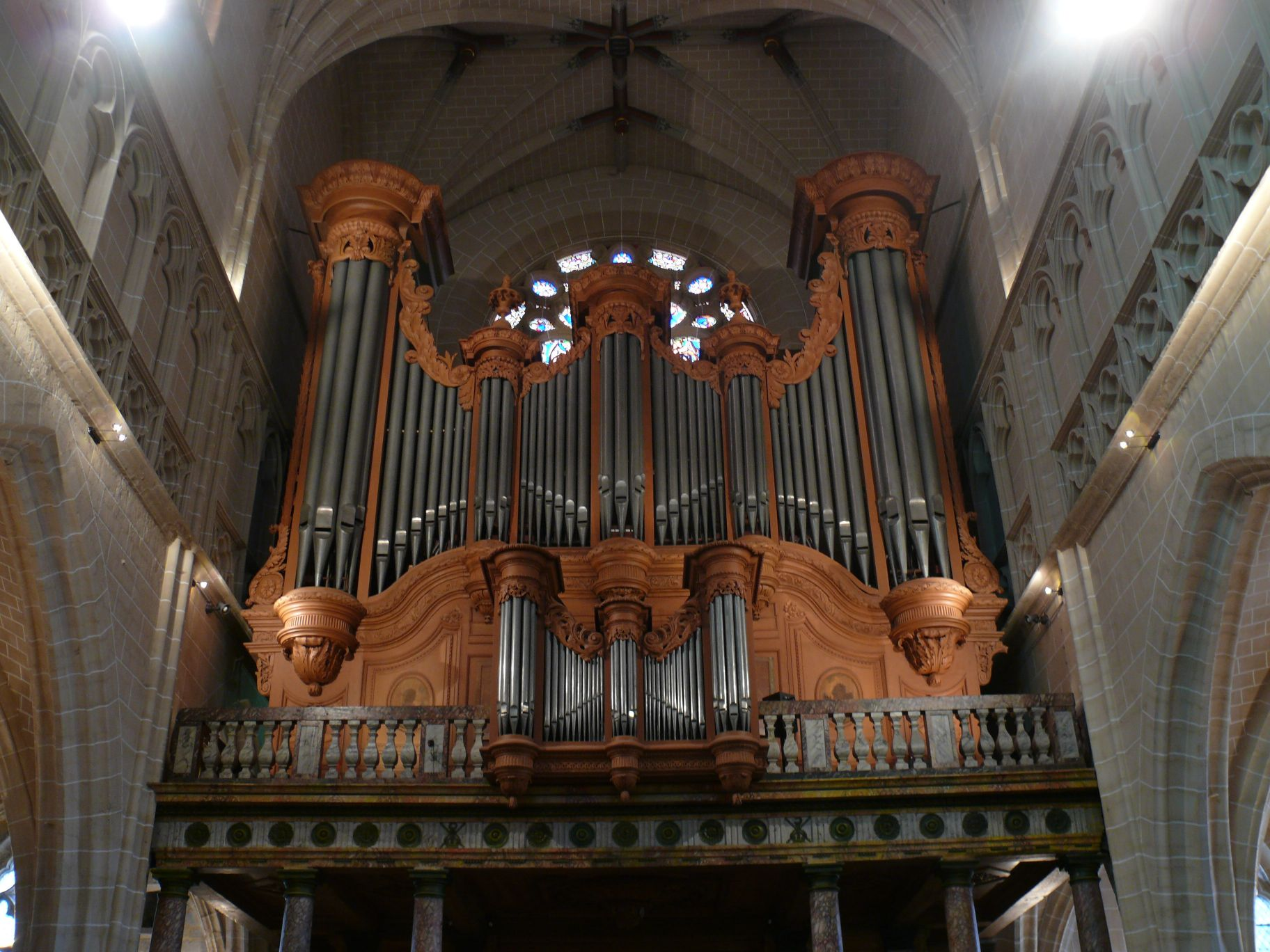
L'orgue
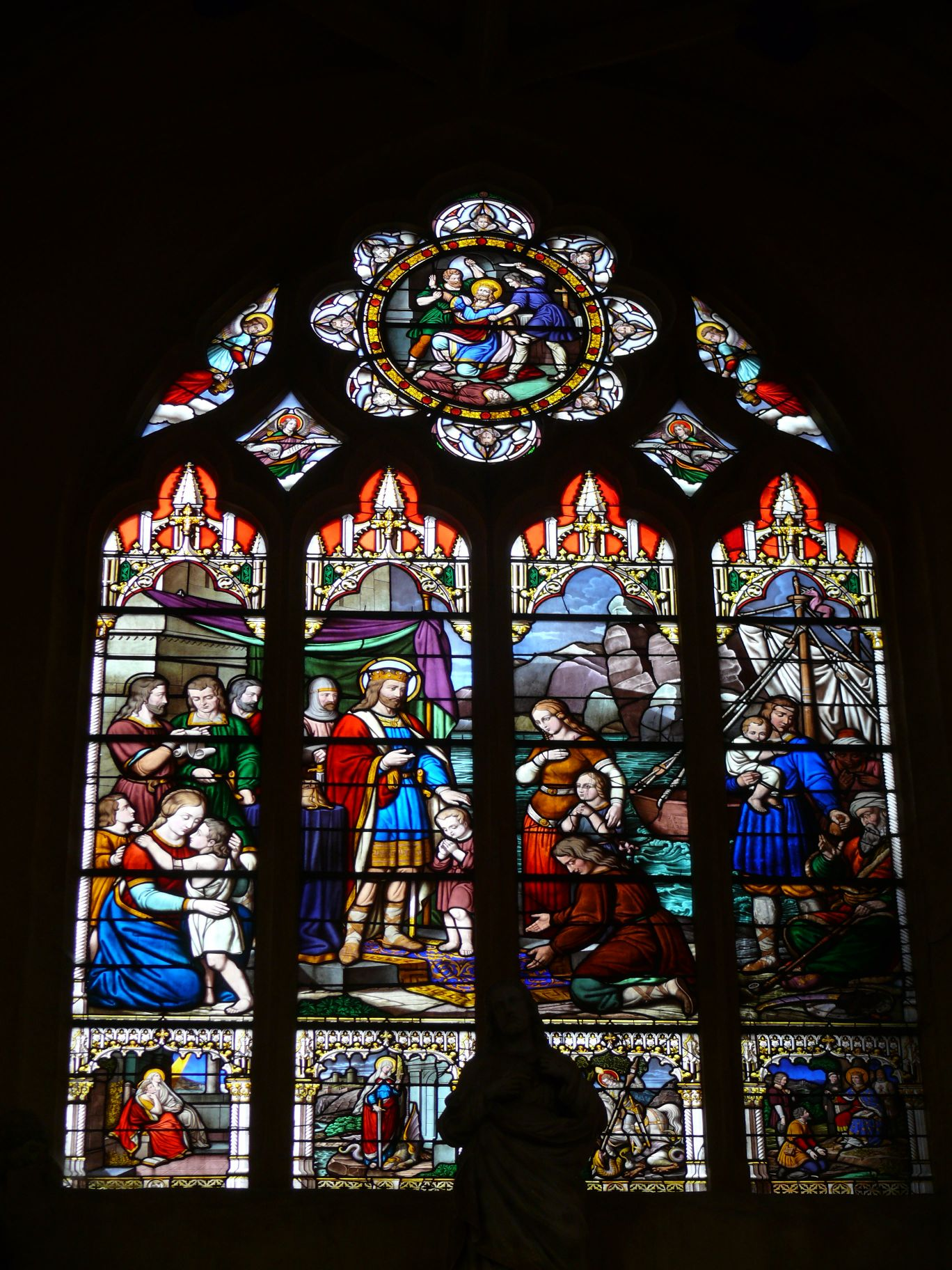
Vitrail du chœur
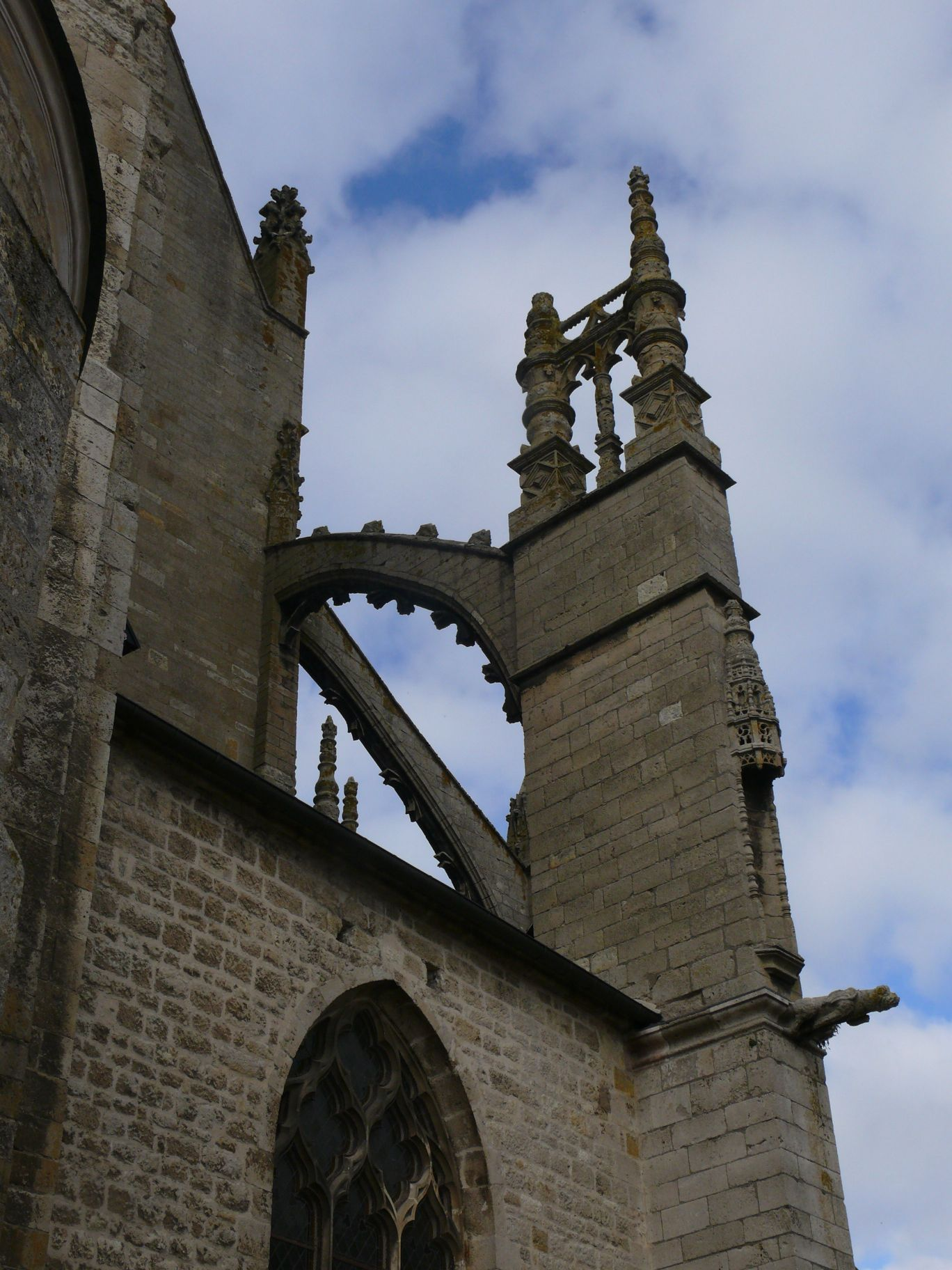
Contreforts de l'abside